# Barranco del Cabrito
Barranco del Cabrito este o arie protejată (arie specială de conservare — SAC, sit de importanță comunitară — SCI) din Spania întinsă pe o suprafață de 1.160,4 ha, integral pe uscat.

## Localizare
Centrul sitului Barranco del Cabrito este situat la coordonatele 28°04′54″N 17°09′34″W / 28.0818°N 17.1595°V.

## Înființare
Situl Barranco del Cabrito a fost declarat sit de importanță comunitară în octombrie 1999 pentru a proteja 3 specii de plante. Situl a fost protejat și ca arie specială de conservare în ianuarie 2010.

## Biodiversitate
Situată în ecoregiunea , aria protejată conține 7 habitate naturale: Galerii și tufărișuri riverane sudice (Nerio-Tamaricetea și Securinegion tinctoriae), Plantații de palmieri Phoenix, Faleze cu floră endemică de pe coastele macaroneziene, Pante stâncoase silicioase cu vegetație casmofită, Păduri endemice cu Juniperus spp., Păduri de pin endemic canariene, Tufărișuri termo-mediteraneene și de pre-deșert.
La baza desemnării sitului se află mai multe specii protejate de  plante (3): Aeonium saundersii, Ceropegia dichotoma subsp. krainzii, Limonium dendroides.